# Matraka
Matraka, nombre artístico de Gerardo Reyes Toledo, es una drag queen mexicana y concursante de la primera temporada de Drag Race México. Matraka es de Purísima del Rincón, Guanajuato, Performer, artista plástico, revive las identidades folclóricas que nos remontan a nuestros lugares de origen, elementos coloquiales de unión y fiesta, Premiada como "drag del año" por impulse, "favorita del público" por tiktok Actualmente realiza actuaciones en galerías, teatros y recintos del país visibilizando su trabajo alrededor del mundo. 

## Primeros años
Matraka nació en Purísima del Rincón en 1998. Su padre es gestor cultural en Guanajuato y llevó a Reyes a las presentaciones de baile folclórico desde temprana edad. En una entrevista con Periódico Correo, Matraka dijo: “Desde los 5 años, mi padre me llevaba regularmente a eventos culturales como encuentros de ballet folclórico en Guanajuato. Cabe destacar un evento llamado Viva la magia, más tarde conocido como Viva la Banda, me dejó una impresión significativa. Fueron eventos internacionales que me expusieron a diversas perspectivas sobre el arte y la cultura". En la universidad, Matraka se especializó en artes plásticas, pero ahora trabaja a tiempo completo haciendo espectáculos drag. El nombre de Matraka, que es un juego de palabras con la palabra matraca, surgió de jugar con sus amigos en 2019.

## Carrera
Matraka comenzó a actuar en 2019 en discotecas y festivales de Guanajuato. Su drag se define por la crítica social y se inspira en la charrería. Los trajes de Matraka incorporan elementos clásicos de mariachi, como sarapes y faldas con volantes. Según Matraka, su estilo drag "no es necesariamente folclórico, más bien tiene que ver con la cultura [mexicana]". En 2023, Matraka compitió en la primera temporada de Drag Race México.

## Filmografía

### Televisión
| Año  | Título           | Papel       | Notas     |
| ---- | ---------------- | ----------- | --------- |
| 2023 | Drag Race México | Concursante | Finalista |